# Bammanal, Athni
Bammanal là một làng thuộc tehsil Athni, huyện Belgaum, bang Karnataka, Ấn Độ.